# リファキシミン
リファキシミン（英: Rifaximin）は、キシファクサン（英: Xifaxan）などの商品名で販売されている抗生物質であり、肝性脳症、過敏性腸症候群、旅行者下痢の治療に用いられる。具体的には、肝性脳症の発症回数を減らすために使用される。サルモネラを含むいくつかの種類の下痢には効果がない。経口投与される。
一般的な副作用には、吐き気、頭痛、腹部の不快感などがあげられる。その他の副作用には、関節痛、気分の変化、むくみ、皮膚の発疹、クロストリジウム・ディフィシル腸炎などがあげられる。妊娠中の人への使用は推奨されないが、授乳中の人への使用による乳児への影響は安全とされている。リファキシミンはリファマイシン系の医薬品である。
リファキシミンが米国で医薬品として承認されたのは2004年である。2017年1月時点の米国での肝性脳炎の治療に使用されるリファキシミンの費用は、1か月分で1,864米ドルである。2020年の英国の国民保健サービスかかる費用は、1錠550mgが56錠で約260ポンドである。2020年時点での米国では後発医薬品版はない。